# Kardemumma
Kardemumma eller grön kardemumma (Elettaria cardamomum), är en flerårig liljeliknande ört som är upp till 4 meter hög. 
Bladen är upp till 60 centimeter långa med en långsmal spets. Blommorna är vita med rosaröda fläckar. Frukten är en cirka 1–2 centimeter lång gulgrön frökapsel som innehåller bruna frön.

## Historia
Kardemumman kom ursprungligen från Sri Lanka och Sydindien, spreds till Europa via Sidenvägen och användes i Grekland redan 300 år f. Kr. då Theofrastos skriver om kryddan.
Fram till 1900-talet användes främst vilda bestånd i Indien och på Sri Lanka för export, men numera odlas växten i stor skala i tropiska länder.
Ordet kardemumma kan härledas till sanskrit kardamah som betyder bottensats eller orenlighet. Det syftar på bottensatsen vid vinjäsningen. Det vetenskapliga namnet kommer från ett inhemskt indiskt namn på kardemumma, eletarri, på språket malayalam.

## Användning
Kardemumma har kallats kryddornas drottning och används i arabisk och asiatisk matlagning och är en viktig ingrediens i många kryddblandningar, exempelvis garam masala, curry och berbere. Kryddan används också ofta till att smaksätta kaffe och te och används i desserter och bakverk.
Skandinavien och länderna i Mellanöstern är storförbrukare och står tillsammans för ungefär hälften av världsförbrukningen av kardemumma. Kardemumma odlas, förutom i de områden där den växer vilt, i Sydostasien och i Guatemala som är den största exportören av kardemumma.

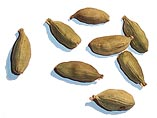
Kardemummakapslar
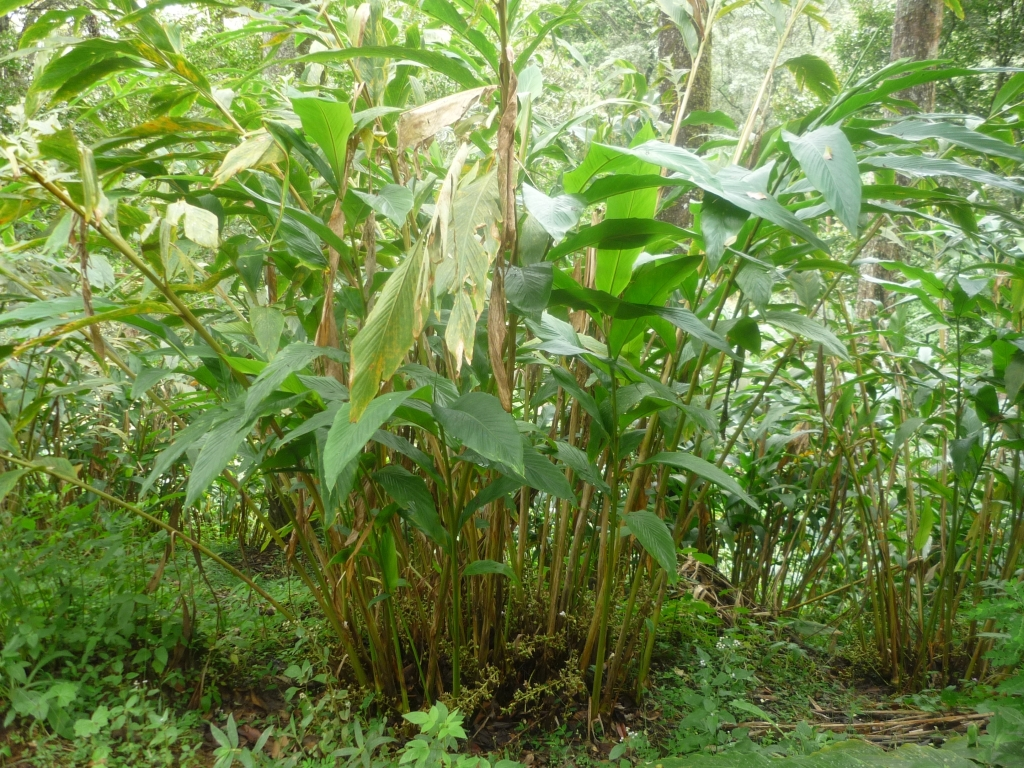
Kardemumma

## Övriga arter
Elettaria cardamomum är den äkta kardemumman som också kallas grön kardemumma eller ceylonkardemumma. Det finns flera arter inom samma familj med samma smak, exempelvis Amomum krervanh och Amomum compactum från Thailand respektive Java.
Den svarta kardemumman (Amomum subulatum) från Indien och Centralasien, korarima som också kallas etiopisk kardemumma (Aframomum corrorima) och paradiskorn (Amomum melegueta) från Afrika är däremot helt olik den äkta kardemumman i smaken.